# Децнер, Герман
Герман Филип Децнер (нем. Hermann Philipp Detzner; 16 октября 1882 — 1 декабря 1970) — офицер германских колониальных войск, служивший в Камеруне и Германской Новой Гвинее, также исследователь, искатель приключений и писатель.

## Биография
В начале 1914 года германское правительство поручило Децнеру исследовать внутренние районы Земли Кайзера Вильгельма — имперского протектората на острове Новая Гвинея. Начало Первой мировой войны застало Децнера в джунглях острова. Децнер отказался сдаться австралийским войскам, оккупировавшим германские владения, и ушёл вглубь джунглей с отрядом из двадцати солдат. В течение четырёх лет отряд Децнера перемещался по джунглям с поднятым имперским флагом, распевая «Стражу на Рейне». За это время Децнер предпринял по меньшей мере одну экспедицию от полуострова Хуон к северному побережью, и ещё одну на запад вдоль горной гряды с целью выйти на нейтральную территорию голландской колонии. За годы странствий отряд Децнера изучил районы, ранее не известные европейцам. В январе 1919 года Децнер сдался австралийцам, выйдя из джунглей в полной парадной форме и с поднятым имперским флагом.
На родине Децнера встретили как героя. Децнер описал свои приключения в книге «Vier Jahre unter Kannibalen. Von 1914 bis zum Waffenstillstand unter deutscher Flagge im unerforschten Innern von Neuguinea». Книга, замеченная как в Германии, так и в Великобритании, выдержала три переиздания и была переведена на французский, английский, финский и шведский языки. Децнер получил должность в Имперском колониальном архиве. В 1920-е годы отставной офицер ездил с лекциями о своих приключениях. В конце 1920-х научная ценность его книги была дискредитирована. В 1932 году Децнер признался в том, что смешивал факты с фантазиями, после чего исчез из поля зрения публики.

## Семья
Герман Филип Децнер родился в семье дантиста из баварского города Шпайер. Децнер-старший (12 июля 1846—1907) окончил Гейдельбергский университет и в 1867 году получил лицензию Королевства Бавария на собственную врачебную практику. Работая дантистом, занимался научными проблемами протезирования зубов, имел публикации.
В феврале 1902 года Децнер, к тому времени получивший инженерную, топографическую и геодезическую квалификации, был зачислен в звании фендрика во 2-й сапёрный батальон прусского 6-го пехотного полка.

## Первые экспедиции
В 1908—1909 и 1912—1913 годах Децнер принял участие в двух совместных британо-германских научно-исследовательских экспедициях в Камерун. Децнер и капитан британской Королевской артиллерии Нугент нанесли на карты границы Камеруна, а также исследовали долину Нигера. Позднее Децнер опубликовал заметки о разграничительных работах.
Северное и восточное побережье острова Новая Гвинея было нанесено на карты ещё в начале XVII века, а в конце столетия штурманы Британского Адмиралтейства дали названия видимым с моря горным грядам. Большинство германских исследователей этих земель сосредоточило усилия на побережье и в бассейнах рек, (там, где основывались германские плантации) однако внутренние районы оставались неизученными. В 1913 году германское правительство поручило Децнеру возглавить экспедицию на Новую Гвинею. Целями экспедиции были уточнение границы между британской колонией Папуа и германской колонией Земля Кайзера Вильгельма, а также изучение и нанесение на карту внутренних районов острова.
Экспедиция Децнера стала первой серьёзной попыткой изучения внутренних областей германской колонии на Новой Гвинее. В 1909 году британо-германская экспедиция нанесла на карту границу между Папуа и Землёй Кайзера Вильгельма, однако внутренние районы территории остались не изученными, что дало германской колониальной администрации повод усомниться в точности проведения границы. Необходимость уточнения границы подкреплялась опасением, что золотоискатели из Папуа могли заходить на смежную германскую территорию. Децнер имел репутацию опытного исследователя, знакомого с трудностями таких экспедиций, его считали аккуратным и точным инженером. Небольшого роста, жилистый и крепкий, сосредоточенный и решительный, Децнер казался подходящим человеком для такого дела.